# Adelheid van Poitiers
Adelheid van Poitiers (945/952 – ca. 1004) was een dochter van Willem III van Aquitanië en van Adela van Normandië, dochter van Rollo en Poppa. Zij was koningin van Frankrijk.

## Biografie
Haar vader gebruikte haar huwelijk  met Hugo Capet (ca. 968) als bezegeling van een verdrag. In 987, na de dood van Lodewijk V van West-Francië, werd Hugo Capet koning van Frankrijk en werd Adelheid gezalfd en gekroond tot koningin.
Adelheid bouwde kapellen in Senlis (Oise) en Argenteuil. Zij hadden de volgende kinderen:
- Gisela (ca. 969), gehuwd met Hugo, zoon van Hilduinus III van Montreuil. Hugo Capet gaf het echtpaar Abbeville (Somme), Ancre en Domart, uit het bezit van de abdij van Saint-Riquier en maakte Hugo lekenabt van die abdij. Deze bezittingen vormden later het graafschap Ponthieu en Hugo werd bekend als Hugo I van Ponthieu ( ovl 1026)
- Hedwig (ca. 970 – na 1013), gehuwd met Reinier IV van Henegouwen
- Robert II (972 – 1031)

## Voorouders
| Voorouders van Adelheid van Poitiers | Voorouders van Adelheid van Poitiers                                   | Voorouders van Adelheid van Poitiers                                   | Voorouders van Adelheid van Poitiers                                   | Voorouders van Adelheid van Poitiers                                   | Voorouders van Adelheid van Poitiers                                    | Voorouders van Adelheid van Poitiers                                    | Voorouders van Adelheid van Poitiers                                   | Voorouders van Adelheid van Poitiers                                   |
| ------------------------------------ | ---------------------------------------------------------------------- | ---------------------------------------------------------------------- | ---------------------------------------------------------------------- | ---------------------------------------------------------------------- | ----------------------------------------------------------------------- | ----------------------------------------------------------------------- | ---------------------------------------------------------------------- | ---------------------------------------------------------------------- |
| Overgrootouders                      | Ranulf II van Poitiers (850–890) ∞ ? (–ca. 934)                        | Ranulf II van Poitiers (850–890) ∞ ? (–ca. 934)                        | ? (–) ∞ ? (–)                                                          | ? (–) ∞ ? (–)                                                          | Rognvald Eysteinsson? (830–894) ∞ Ragnhilda Hrolfsdottir? (ca. 848–892) | Rognvald Eysteinsson? (830–894) ∞ Ragnhilda Hrolfsdottir? (ca. 848–892) | Berengar van Bayeux (–) ∞ ? (–)                                        | Berengar van Bayeux (–) ∞ ? (–)                                        |
| Grootouders                          | Ebalus van Aquitanië (873–935) ∞ Emiliana (–ca. 934)                   | Ebalus van Aquitanië (873–935) ∞ Emiliana (–ca. 934)                   | Ebalus van Aquitanië (873–935) ∞ Emiliana (–ca. 934)                   | Ebalus van Aquitanië (873–935) ∞ Emiliana (–ca. 934)                   | Rollo (860–932) ∞ Poppa (ca.870-na 919)                                 | Rollo (860–932) ∞ Poppa (ca.870-na 919)                                 | Rollo (860–932) ∞ Poppa (ca.870-na 919)                                | Rollo (860–932) ∞ Poppa (ca.870-na 919)                                |
| Ouders                               | Willem III van Aquitanië (910–963) ∞ Gerloc van Normandië (917–na 969) | Willem III van Aquitanië (910–963) ∞ Gerloc van Normandië (917–na 969) | Willem III van Aquitanië (910–963) ∞ Gerloc van Normandië (917–na 969) | Willem III van Aquitanië (910–963) ∞ Gerloc van Normandië (917–na 969) | Willem III van Aquitanië (910–963) ∞ Gerloc van Normandië (917–na 969)  | Willem III van Aquitanië (910–963) ∞ Gerloc van Normandië (917–na 969)  | Willem III van Aquitanië (910–963) ∞ Gerloc van Normandië (917–na 969) | Willem III van Aquitanië (910–963) ∞ Gerloc van Normandië (917–na 969) |
| Adelheid van Poitiers (945–1004)     |                                                                        |                                                                        |                                                                        |                                                                        |                                                                         |                                                                         |                                                                        |                                                                        |